# Wolfgang Wagner
Wolfgang Manfred Martin Wagner (ur. 30 sierpnia 1919 w Bayreuth, zm. 21 marca 2010 tamże) – niemiecki reżyser operowy, wnuk Richarda Wagnera. 

## Życiorys
Syn Siegfrieda, brat Wielanda. Kształcił się prywatnie w Bayreuth, następnie studiował scenografię i reżyserię u Emila Preetoriusa w Berlinie. W latach 1940–1944 odbył praktykę w berlińskiej Staatsoper. Od 1951 do 1966 roku wraz z bratem Wielandem, a po jego śmierci w 1966 roku samodzielnie, kierował festiwalami w Bayreuth. Od 1953 roku zajmował się także reżyserią, wyreżyserował ponad 400 przedstawień, m.in. Lohengrina (1953 i 1967), Holendra tułacza (1955), Tristana i Izoldę (1957), Pierścień Nibelunga (1960 i 1970), Śpiewaków norymberskich (1973 i 1981), Tannhäusera (1985) i Parsifala (1989). Gościnnie reżyserował opery Richarda Wagnera w Rzymie, Wenecji i Palermo. W 2003 roku z okazji premiery Złota Renu w Hali Stulecia gościł we Wrocławiu. W 2008 roku przekazał kierowanie festiwalami w Bayreuth swoim córkom, Katharinie Wagner i Evie Wagner-Pasquier. Opublikował swoją autobiografię (1994).
Podobnie jak brat odszedł od tradycyjnych inscenizacji oper Richarda Wagnera, wprowadzając na scenę elementy surrealistyczne i symbolikę seksualną. Współpracował z takimi reżyserami jak Patrice Chéreau, Harry Kupfer czy Lars von Trier oraz dyrygentami takimi jak James Levine i Daniel Barenboim.
Od 1986 roku był członkiem Bayerische Akademie der Schönen Künste. Odznaczony został Orderem Maksymiliana (1984) oraz Wielkim Krzyżem Zasługi Republiki Federalnej Niemiec z Gwiazdą i Wstęgą (2009).